# Svědčí hůra
Svědčí hůra (252 m n. m.) je vrch ve Středočeském kraji. Leží asi 1 km východně od obce Vyšehořovice, na trojmezí katastrálních území Vyšehořovice (okres Praha-východ) a dalších obcí Vykáň (okres Nymburk) a Břežany II (okres Kolín).

## Geomorfologické zařazení
Geomorfologicky vrch náleží do celku Středolabská tabule, podcelku Českobrodská tabule a okrsku Čakovická tabule.